# Běloky
Běloky (Duits: Bielok) is een Tsjechische gemeente in de regio Midden-Bohemen en maakt deel uit van het district Kladno. Het dorp ligt op ongeveer 8 km afstand van de stad Kladno en 12 km afstand van Praag.
Běloky telt 190 inwoners.

## Geografie
De Zákolanskýbeek stroomt door de gemeente. De bedding en oevers daarvan zijn beschermd natuurmonument.

## Geschiedenis
De eerste schriftelijke vermelding van het dorp dateert van 1257.
Sinds 1990 is Běloky een zelfstandige gemeente binnen het Kladnodistrict.

## Bezienswaardigheden
- Sint-Floriankapel uit 1838;

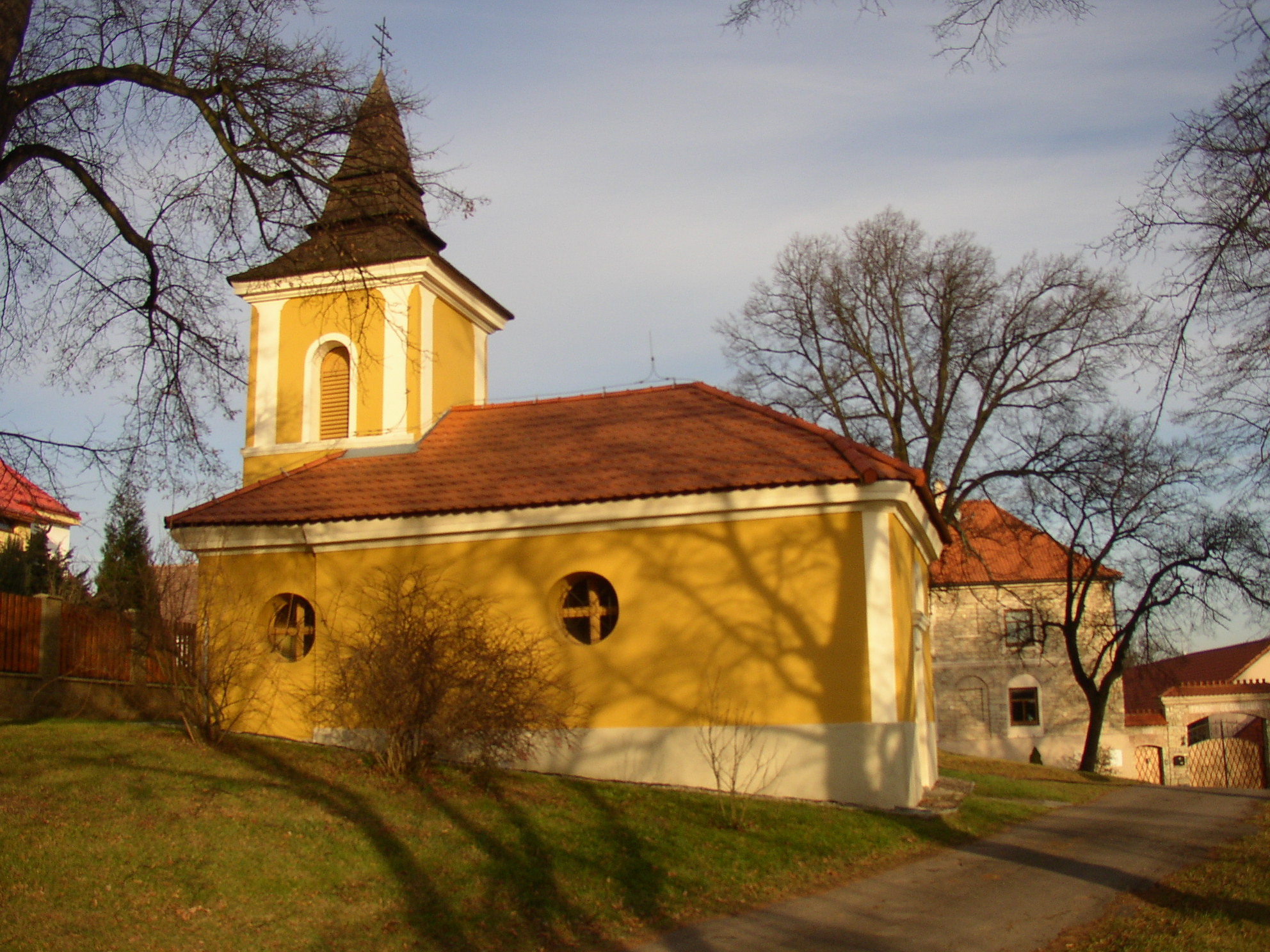
Sint-Floriankapel (2012)

- Zuil met standbeeld van Sint Agnes uit het begin van de 19e eeuw;
- Monument voor de gevallenen van de Eerste Wereldoorlog;
- Žákova skála, een verlaten steengroeve aan de weg naar Dobrovíz, ongeveer 1 kilometer ten zuidwesten van het dorp.

## Verkeer en vervoer

### Autowegen
Běloky is bereikbaar via regionale wegen. Snelweg D7 loopt op 2 km afstand van het dorp.

### Spoorlijnen
Er is geen station in het dorp. Het dichtstbijzijnde station is Středokluky, op 3 km afstand van het dorp. Dat station ligt aan spoorlijn 121 Hostivice - Podlešín.

### Buslijnen
Lijn 322 van de Praagse vervoerder PID heeft twee haltes in Běloky en verbindt het dorp met Praag enerzijds en Kladno anderzijds. De volledige rit van Praag naar Kladno duurt twee uur.

## Galerij

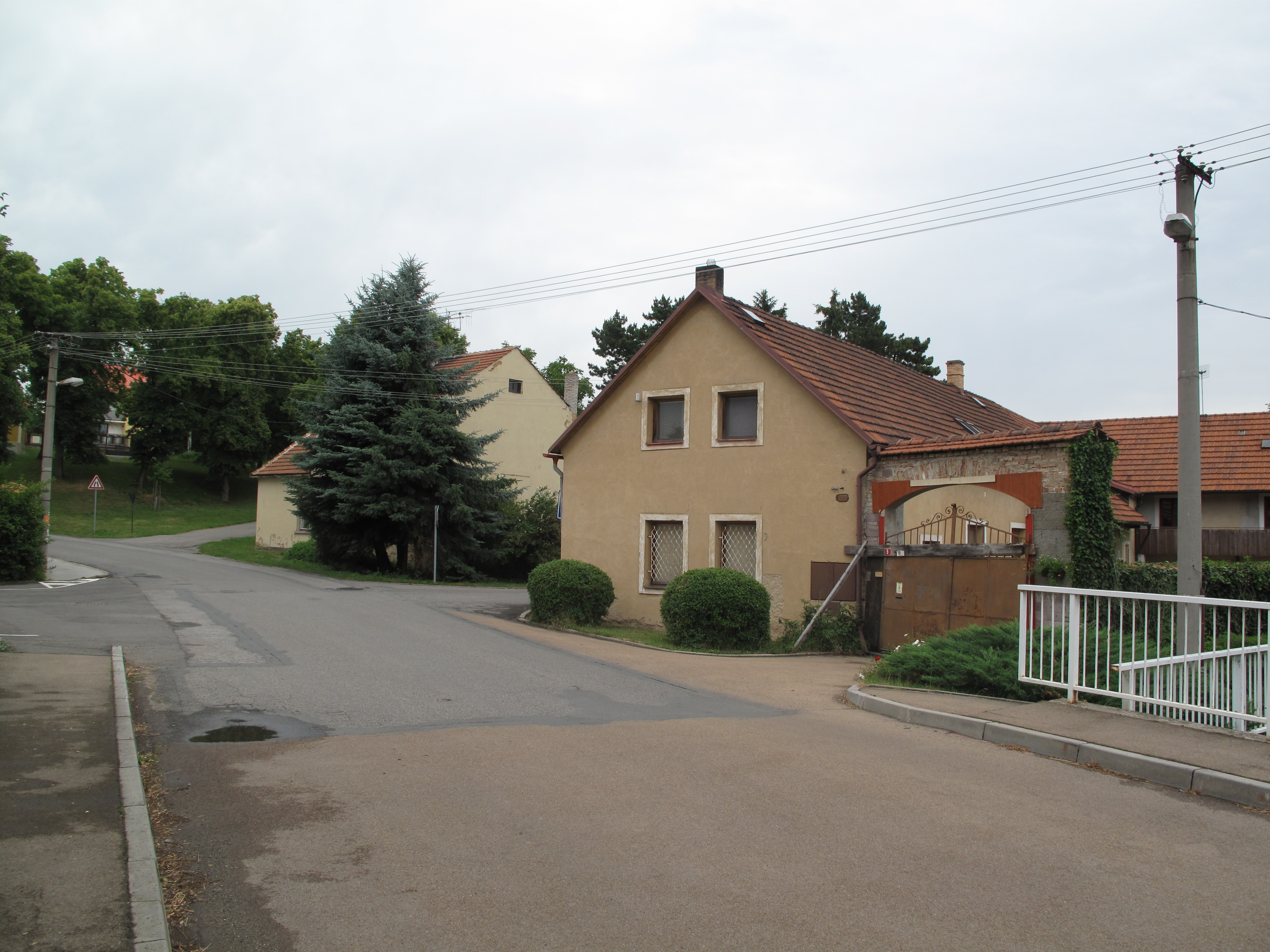
Huizen in Běloky
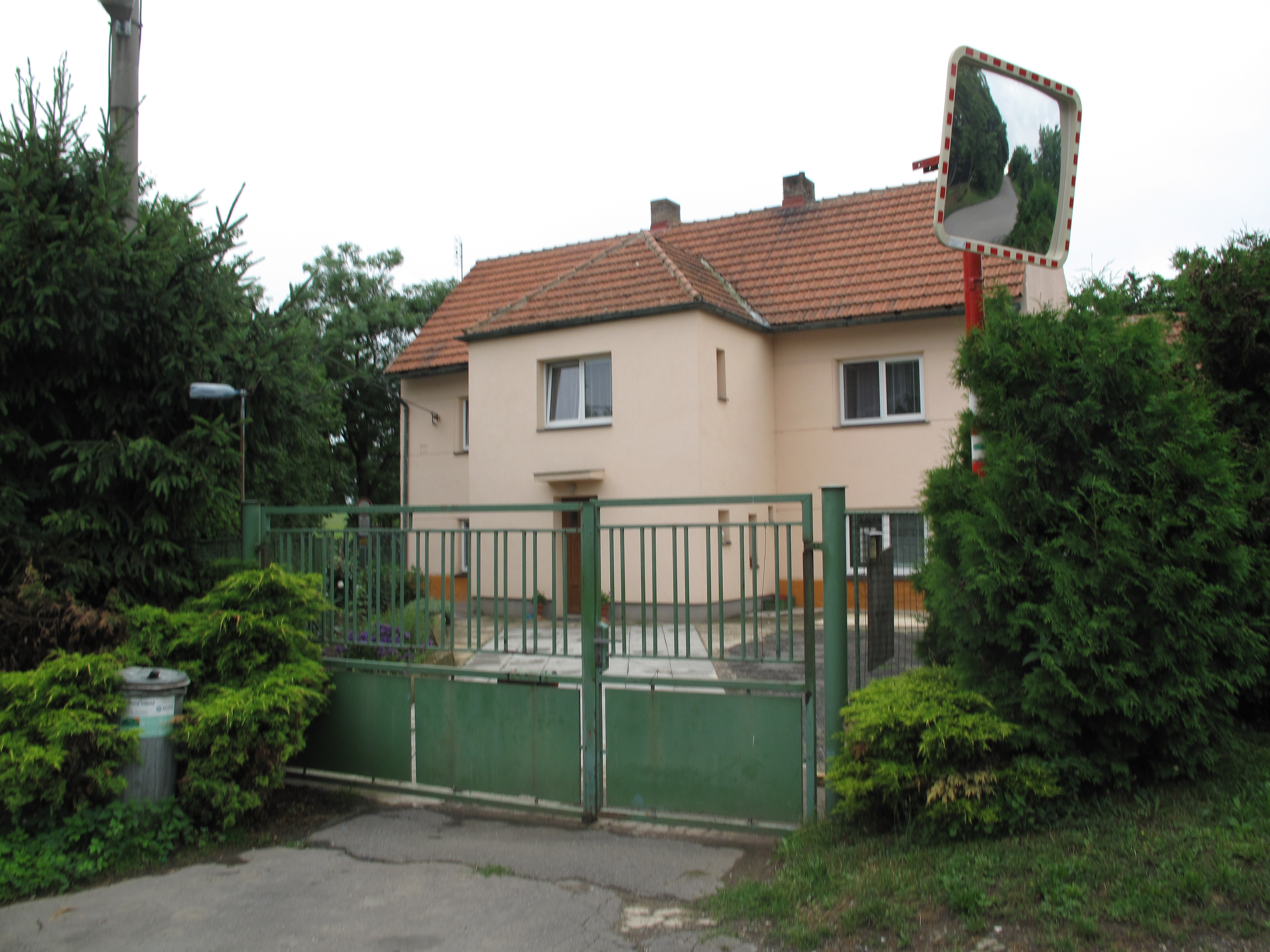
Huis in Běloky
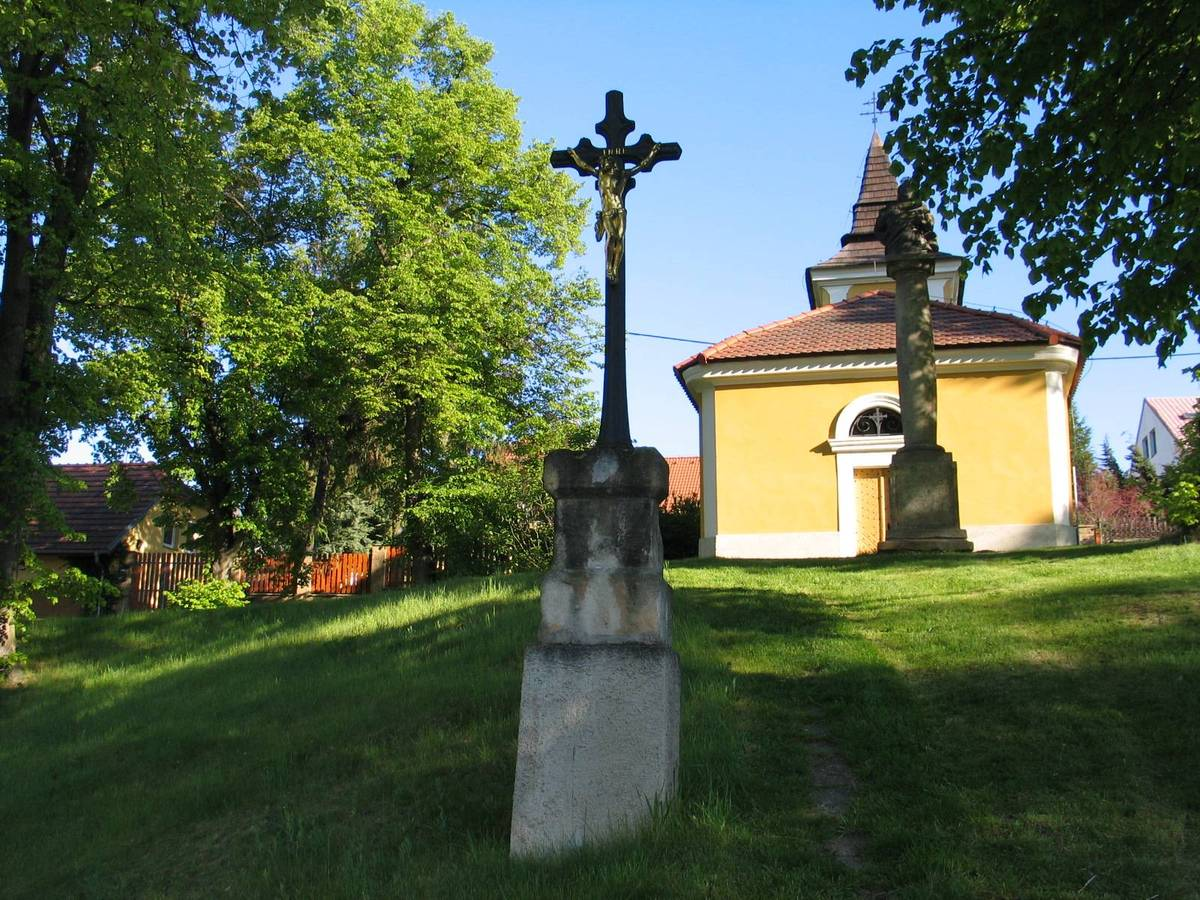
Kruis bij Sint-Floriankapel (1)
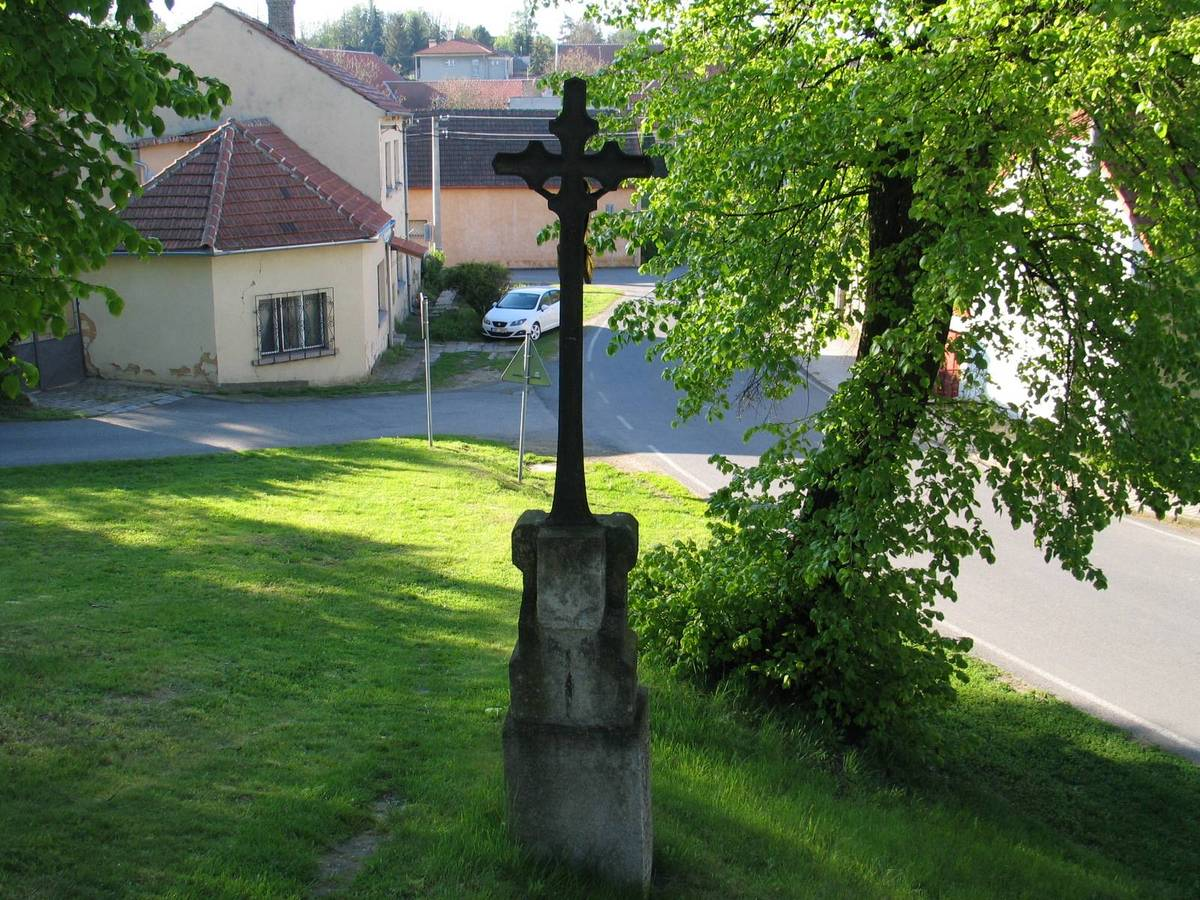
Kruis bij Sint-Floriankapel (2)
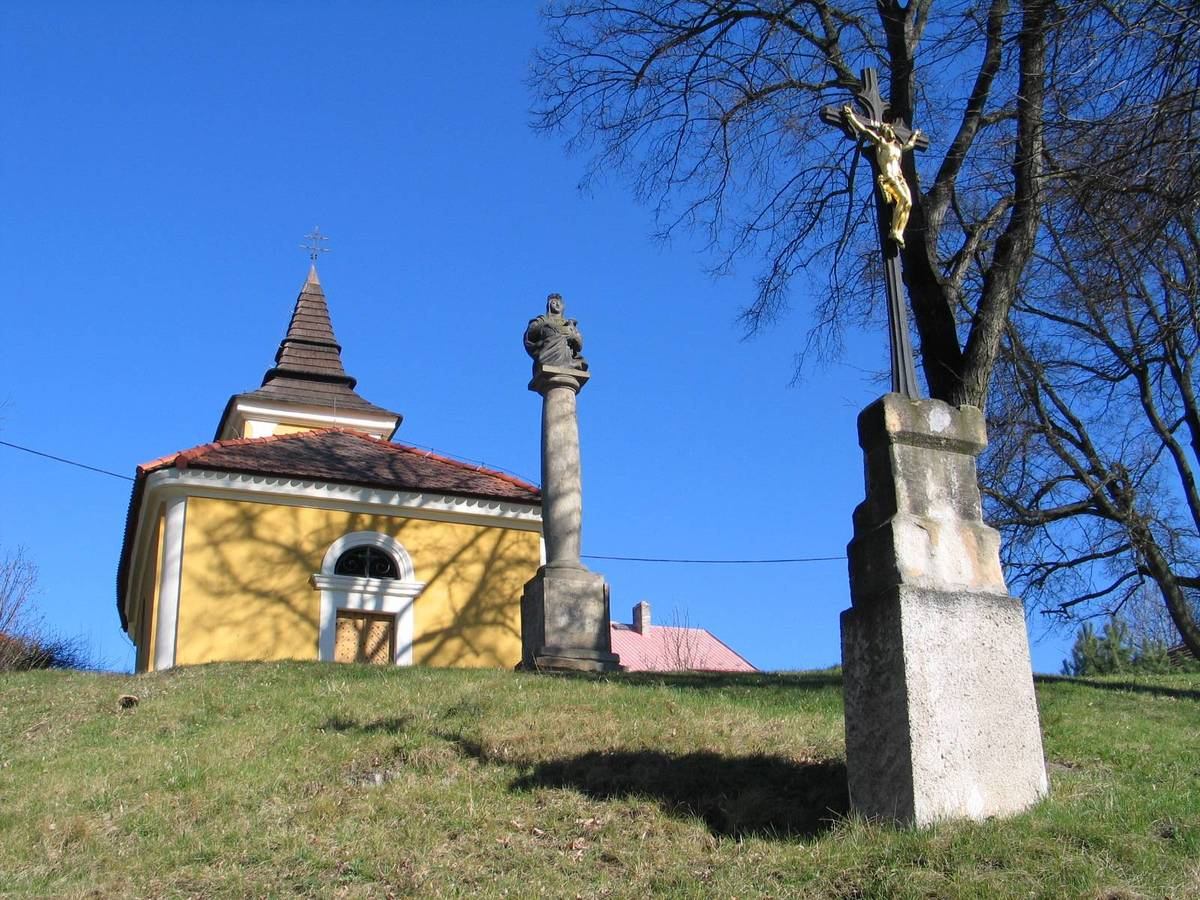
Kruis en standbeeld bij Sint-Floriankapel